# Poranga (geslacht)
Poranga is een geslacht van haften (Ephemeroptera) uit de familie Leptophlebiidae.

## Soorten
Het geslacht Poranga omvat de volgende soorten:
- Poranga nessimiani